# Vivseanîkî, Vilșanka
Vivseanîkî (în ucraineană Вівсяники) este o comună în raionul Vilșanka, regiunea Kirovohrad, Ucraina, formată numai din satul de reședință.

## Demografie
Componența lingvistică a comunei Vivseanîkî
     Ucraineană (95,7%)
     Rusă (2,75%)
     Română (1,03%)
     Alte limbi (0,17%)
Conform recensământului din 2001, majoritatea populației comunei Vivseanîkî era vorbitoare de ucraineană (95,7%), existând în minoritate și vorbitori de rusă (2,75%) și română (1,03%).